# Giro di Svizzera 2025
Il Giro di Svizzera 2025, ottantottesima edizione della corsa e valido come ventiquattresima prova dell'UCI World Tour 2025, si svolse in otto tappe dal 15 al 22 giugno 2025, su un percorso di 1 282,8 km, con partenza da Küssnacht ed arrivo a Stockhütte (rifugio alpino nel comune di Emmetten), in Svizzera.  La vittoria fu appannaggio del portoghese João Almeida, il quale completò il percorso in 29h29'01", precedendo il francese Kévin Vauquelin ed il britannico Oscar Onley.

## Tappe
| Tappa  | Data      | Percorso                                    | km     | Vincitore di tappa | Leader cl. generale |
| ------ | --------- | ------------------------------------------- | ------ | ------------------ | ------------------- |
| 1ª     | 15 giugno | Küssnacht > Küssnacht                       | 129,4  | Romain Grégoire    | Romain Grégoire     |
| 2ª     | 16 giugno | Aarau > Schwarzsee                          | 177    | Vincenzo Albanese  | Romain Grégoire     |
| 3ª     | 17 giugno | Aarau > Heiden                              | 195,6  | Quinn Simmons      | Romain Grégoire     |
| 4ª     | 18 giugno | Heiden > Piuro (Valchiavenna) (ITA)         | 193,2  | João Almeida       | Romain Grégoire     |
| 5ª     | 19 giugno | La Punt > Santa Maria                       | 183,5  | Oscar Onley        | Kévin Vauquelin     |
| 6ª     | 20 giugno | Chur > Neuhausen am Rheinfall               | 186,7  | Jordi Meeus        | Kévin Vauquelin     |
| 7ª     | 21 giugno | Neuhausen am Rheinfall > Emmetten           | 207,3  | João Almeida       | Kévin Vauquelin     |
| 8ª     | 22 giugno | Beckenried > Stockhütte (cron. individuale) | 10,1   | João Almeida       | João Almeida        |
| Totale | Totale    | Totale                                      | 1283,2 |                    |                     |

## Squadre e corridori partecipanti
A questa edizione prenderanno parte 22 squadre.
| N.      | Cod. | Squadra                         |
| ------- | ---- | ------------------------------- |
| 1-7     | UAD  | UAE Team Emirates XRG           |
| 11-17   | ADC  | Alpecin-Deceuninck              |
| 21-27   | ARK  | Arkéa-B&B Hotels                |
| 31-37   | COF  | Cofidis                         |
| 41-48   | TBV  | Bahrain Victorious              |
| 51-57   | DAT  | Decathlon AG2R La Mondiale Team |
| 61-67   | EFE  | EF Education-EasyPost           |
| 71-77   | GFC  | Groupama-FDJ                    |
| 81-87   | IGD  | Ineos Grenadiers                |
| 91-97   | IWA  | Intermarché-Wanty               |
| 101-107 | LTK  | Lidl-Trek                       |

| N.      | Cod. | Squadra                 |
| ------- | ---- | ----------------------- |
| 111-117 | MOV  | Movistar Team           |
| 121-127 | RBH  | Red Bull-Bora-Hansgrohe |
| 131-137 | SOQ  | Soudal Quick-Step       |
| 141-147 | JAY  | Team Jayco AlUla        |
| 151-157 | TPP  | Team Picnic PostNL      |
| 161-167 | TVL  | Team Visma-Lease a Bike |
| 171-177 | XAT  | XDS Astana Team         |
| 181-187 | IPT  | Israel-Premier Tech     |
| 191-197 | LOT  | Lotto                   |
| 201-207 | Q36  | Q36.5 Pro Cycling Team  |
| 211-217 | TUD  | Tudor Pro Cycling Team  |

## Dettagli delle tappe

### 1ª tappa
- 15 giugno: Küssnacht > Küssnacht – 129,4 km

Risultati
| Pos. | Corridore       | Squadra  | Tempo    |
| ---- | --------------- | -------- | -------- |
| 1    | Romain Grégoire | Groupama | 2h50'15" |
| 2    | Kévin Vauquelin | Arkéa    | a 20"    |
| 3    | Bart Lemmen     | Visma    | s.t.     |

| Pos. | Corridore       | Squadra  | Tempo    |
| ---- | --------------- | -------- | -------- |
| 1    | Romain Grégoire | Groupama | 2h50'05" |
| 2    | Kévin Vauquelin | Arkéa    | a 24"    |
| 3    | Bart Lemmen     | Visma    | a 26"    |

### 2ª tappa
- 16 giugno: Aarau > Schwarzsee – 177 km

Risultati
| Pos. | Corridore         | Squadra  | Tempo    |
| ---- | ----------------- | -------- | -------- |
| 1    | Vincenzo Albanese | EF       | 3h55'57" |
| 2    | Fabio Christen    | Q36.5    | s.t.     |
| 3    | Lewis Askey       | Groupama | s.t.     |

| Pos. | Corridore       | Squadra  | Tempo    |
| ---- | --------------- | -------- | -------- |
| 1    | Romain Grégoire | Groupama | 6h46'01" |
| 2    | Kévin Vauquelin | Arkéa    | a 25"    |
| 3    | Bart Lemmen     | Visma    | a 27"    |

### 3ª tappa
- 17 giugno: Aarau > Heiden – 195,6 km

Risultati
| Pos. | Corridore     | Squadra | Tempo    |
| ---- | ------------- | ------- | -------- |
| 1    | Quinn Simmons | Lidl    | 4h39'42" |
| 2    | João Almeida  | UAE     | a 18"    |
| 3    | Oscar Onley   | Picnic  | s.t.     |

| Pos. | Corridore       | Squadra  | Tempo     |
| ---- | --------------- | -------- | --------- |
| 1    | Romain Grégoire | Groupama | 11h26'01" |
| 2    | Kévin Vauquelin | Arkéa    | a 25"     |
| 3    | Bart Lemmen     | Visma    | a 27"     |

### 4ª tappa
- 18 giugno: Heiden > Piuro (Valchiavenna) (ITA) – 193,2 km

Risultati
| Pos. | Corridore    | Squadra | Tempo    |
| ---- | ------------ | ------- | -------- |
| 1    | João Almeida | UAE     | 4h10'19" |
| 2    | Oscar Onley  | Picnic  | a 40"    |
| 3    | Ben O'Connor | Jayco   | a 42"    |

| Pos. | Corridore          | Squadra  | Tempo     |
| ---- | ------------------ | -------- | --------- |
| 1    | Romain Grégoire    | Groupama | 15h37'20" |
| 2    | Kévin Vauquelin    | Arkéa    | a 25"     |
| 3    | Julian Alaphilippe | Tudor    | a 29"     |

### 5ª tappa
- 19 giugno: La Punt > Santa Maria – 183,5 km

Risultati
| Pos. | Corridore    | Squadra   | Tempo    |
| ---- | ------------ | --------- | -------- |
| 1    | Oscar Onley  | Picnic    | 4h33'28" |
| 2    | João Almeida | UAE       | s.t.     |
| 3    | Felix Gall   | Decathlon | a 23"    |

| Pos. | Corridore          | Squadra | Tempo     |
| ---- | ------------------ | ------- | --------- |
| 1    | Kévin Vauquelin    | Arkéa   | 20h12'10" |
| 2    | Julian Alaphilippe | Tudor   | a 29"     |
| 3    | João Almeida       | UAE     | a 39"     |

### 6ª tappa
- 20 giugno: Chur > Neuhausen am Rheinfall – 186,7 km

Risultati
| Pos. | Corridore        | Squadra  | Tempo    |
| ---- | ---------------- | -------- | -------- |
| 1    | Jordi Meeus      | Red Bull | 4h10'24" |
| 2    | Davide Ballerini | XDS      | s.t.     |
| 3    | Lewis Askey      | Groupama | s.t.     |

| Pos. | Corridore          | Squadra | Tempo     |
| ---- | ------------------ | ------- | --------- |
| 1    | Kévin Vauquelin    | Arkéa   | 24h22'34" |
| 2    | Julian Alaphilippe | Tudor   | a 29"     |
| 3    | João Almeida       | UAE     | a 39"     |

### 7ª tappa
- 21 giugno: Neuhausen am Rheinfall > Emmetten – 207,3 km

Risultati
| Pos. | Corridore       | Squadra | Tempo    |
| ---- | --------------- | ------- | -------- |
| 1    | João Almeida    | UAE     | 4h38'25" |
| 2    | Oscar Onley     | Picnic  | s.t.     |
| 3    | Kévin Vauquelin | Arkéa   | s.t.     |

| Pos. | Corridore          | Squadra | Tempo     |
| ---- | ------------------ | ------- | --------- |
| 1    | Kévin Vauquelin    | Arkéa   | 29h00'55" |
| 2    | João Almeida       | UAE     | a 33"     |
| 3    | Julian Alaphilippe | Tudor   | a 41"     |

### 8ª tappa
- 22 giugno: Beckenried > Stockhütte – Cronometro individuale –  10,1 km

Risultati
| Pos. | Corridore    | Squadra   | Tempo   |
| ---- | ------------ | --------- | ------- |
| 1    | João Almeida | UAE       | 27'33"  |
| 2    | Felix Gall   | Decathlon | a 25'   |
| 3    | Oscar Onley  | Picnic    | a 1'12" |

| Pos. | Corridore       | Squadra | Tempo     |
| ---- | --------------- | ------- | --------- |
| 1    | João Almeida    | UAE     | 29h29'01" |
| 2    | Kévin Vauquelin | Arkéa   | a 1'07"   |
| 3    | Oscar Onley     | Picnic  | a 1'58"   |

## Evoluzione delle classifiche
| Tappa              | Vincitore          | Classifica generale Maglia gialla | Classifica a punti Maglia nera | Classifica scalatori Maglia rossa | Classifica giovani Maglia bianca | Classifica a squadre    | Premio combattività |
| ------------------ | ------------------ | --------------------------------- | ------------------------------ | --------------------------------- | -------------------------------- | ----------------------- | ------------------- |
| 1ª                 | Romain Grégoire    | Romain Grégoire                   | Romain Grégoire                | Felix Engelhardt                  | Romain Grégoire                  | Team Visma-Lease a Bike | Julian Alaphilippe  |
| 2ª                 | Vincenzo Albanese  | Romain Grégoire                   | Romain Grégoire                | Felix Engelhardt                  | Romain Grégoire                  | Team Visma-Lease a Bike | Mauro Schmid        |
| 3ª                 | Quinn Simmons      | Romain Grégoire                   | Romain Grégoire                | Felix Engelhardt                  | Romain Grégoire                  | Movistar Team           | Quinn Simmons       |
| 4ª                 | João Almeida       | Romain Grégoire                   | João Almeida                   | Felix Engelhardt                  | Romain Grégoire                  | Israel-Premier Tech     | Quinn Simmons       |
| 5ª                 | Oscar Onley        | Kévin Vauquelin                   | João Almeida                   | Aleksandr Vlasov                  | Kévin Vauquelin                  | Israel-Premier Tech     | Pello Bilbao        |
| 6ª                 | Jordi Meeus        | Kévin Vauquelin                   | João Almeida                   | Aleksandr Vlasov                  | Kévin Vauquelin                  | Israel-Premier Tech     | Stefan Küng         |
| 7ª                 | João Almeida       | Kévin Vauquelin                   | João Almeida                   | Aleksandr Vlasov                  | Kévin Vauquelin                  | Israel-Premier Tech     | Quinn Simmons       |
| 8ª                 | João Almeida       | João Almeida                      | João Almeida                   | Aleksandr Vlasov                  | Kévin Vauquelin                  | Israel-Premier Tech     | non assegnato       |
| Classifiche finali | Classifiche finali | João Almeida                      | João Almeida                   | Aleksandr Vlasov                  | Kévin Vauquelin                  | Israel-Premier Tech     | non assegnato       |

Maglie indossate da altri ciclisti in caso di due o più maglie vinte
- Nella 2ª tappa Kévin Vauquelin ha indossato la maglia nera al posto di Romain Grégoire e Pablo Castrillo ha indossato quella bianca al posto di Romain Grégoire.
- Nella 3ª tappa Vincenzo Albanese ha indossato la maglia nera al posto di Romain Grégoire.
- Dalla 3ª alla 5ª tappa Kévin Vauquelin ha indossato la maglia bianca al posto di Romain Grégoire.
- Nella 4ª tappa Quinn Simmons ha indossato la maglia nera al posto di Romain Grégoire.
- Dalla 6ª all'8ª tappa Oscar Onley ha indossato la maglia bianca al posto di Kévin Vauquelin.

## Classifiche finali

### Classifica generale - Maglia gialla
| Pos. | Corridore          | Squadra   | Tempo     |
| ---- | ------------------ | --------- | --------- |
| 1    | João Almeida       | UAE       | 29h29'01" |
| 2    | Kévin Vauquelin    | Arkéa     | a 1'07"   |
| 3    | Oscar Onley        | Picnic    | a 1'58"   |
| 4    | Felix Gall         | Decathlon | a 2'20"   |
| 5    | Julian Alaphilippe | Tudor     | a 3'57"   |
| 6    | Lennard Kämna      | Lidl      | a 4'52"   |
| 7    | Ben O'Connor       | Jayco     | a 5'08"   |
| 8    | Ilan Van Wilder    | Soudal    | a 6'16"   |
| 9    | Pablo Castrillo    | Movistar  | a 6'41"   |
| 10   | C. Champoussin     | XDS       | a 8'30"   |

### Classifica a punti - Maglia nera
| Pos. | Corridore       | Squadra   | Punti |
| ---- | --------------- | --------- | ----- |
| 1    | João Almeida    | UAE       | 58    |
| 2    | Oscar Onley     | Picnic    | 44    |
| 3    | Kévin Vauquelin | Arkéa     | 28    |
| 4    | Romain Grégoire | Groupama  | 22    |
| 5    | Felix Gall      | Decathlon | 18    |

### Classifica scalatori - Maglia rossa
| Pos. | Corridore        | Squadra  | Punti |
| ---- | ---------------- | -------- | ----- |
| 1    | Aleksandr Vlasov | Red Bull | 45    |
| 2    | João Almeida     | UAE      | 29    |
| 3    | Mauro Schmid     | Jayco    | 24    |
| 4    | Oscar Onley      | Picnic   | 23    |
| 5    | Pello Bilbao     | Bahrain  | 23    |

### Classifica giovani - Maglia bianca
| Pos. | Corridore        | Squadra  | Tempo     |
| ---- | ---------------- | -------- | --------- |
| 1    | Kévin Vauquelin  | Arkéa    | 29h30'08" |
| 2    | Oscar Onley      | Picnic   | a 51'     |
| 3    | Ilan Van Wilder  | Soudal   | a 5'09"   |
| 4    | Pablo Castrillo  | Movistar | a 5'34"   |
| 5    | Finlay Pickering | Bahrain  | a 11'51"  |

### Classifica a squadre
| Pos. | Squadra               | Tempo     |
| ---- | --------------------- | --------- |
| 1    | Israel-Premier Tech   | 89h05'10" |
| 2    | UAE Team Emirates XRG | a 11'41"  |
| 3    | Lidl-Trek             | a 20'03"  |
| 4    | Movistar Team         | a 27'27"  |
| 5    | Team Picnic PostNL    | a 27'52"  |